# Ejvind Larsen
Ejvind Larsen (også kaldet "Ejvind Mangeord"), (født 29. april 1936) er en dansk journalist og forfatter, som siden 1955 har skrevet for dagbladet Information. 1966-68 og 1979-83 chefredaktør sammesteds.
Ejvind Larsen, der forener grundtvigianske højskoletanker med humanistisk socialisme, har gennem årene præget samfundsdebatten i almindelighed og Information i særdeleshed.
1964-66 redaktør af Studenterkredsens tidsskrift Kredsen og 1968-70 redaktør af Radioens Kulturmagasin, s.m. Thorkil Kemp. 1969-73, s.m. Jørgen Bonde Jensen og Hans Erik Avlund Frandsen, redaktør af Gyldendals litterære tidsskrift Vindrosen. 
I 1989 tildelte Det Danske Akademi ham Otto Gelsted-prisen og i 1991 modtog han Egholtprisen.
Den 1. marts 2015 udnævntes han til æresmedlem i foreningen Informations Venner.
Ejvind Larsen var 1965-1979 gift med Gunvor Auken. Han er far til to børn og morfar til tre børnebørn.

## Barndom og ungdom

### Åndens løsen er bedrifter
Ejvind Larsen blev født i København, som søn af værkfører Bent Larsen (-1954) og kontorassistent Ragna Larsen f. Svendsen (-1993).
Han voksede op på Jansvej ved Sundbyvester Plads på Amager i et grundtvigsk hjem præget af Vartov Valgmenighed og Højskoleforeningen, Højskolesangbogen, B.S. Ingemanns romaner, Dansk Kirketidende, Kristeligt Dagblad og Berlingske Tidende.
Senere gjorde Dagbladet Information sit indtog i hjemmet og den dengang blot 12-årig Ejvind Larsen begyndte at interessere sig for den modstandsavis, som ville vise sig at blive hans skæbne. Omtrent på samme tidspunkt stiftede han ligeledes bekendtskab med Shakespeare, som ville forblive en væsentlig inspirationskilde livet igennem.

Det gik tidligt op for barnet (den unge) Ejvind Larsen, at forskellen imellem ham og de fleste af hans kammerater var forældrenes grundtvigske holdning til livet: De levede på den overbevisning, at åndens løsen er bedrifter og mennesket ikke kan blive bevæget af ånden med mindre den omsættes i handling, socialt eller politisk. Mennesket er forpligtet til at tage ansvar for egne handlinger og må altid træffe enhver beslutning direkte over for Gud, frem for at tørre ansvaret af på staten, markedet eller en hvilken som helst anden myndighed over sig.
Efter folkeskoleårene, tilbragte på Skolen ved Sundet, gik Ejvind Larsen på Christianshavns Gymnasium og hans interesse kredsede især omkring skønlitteratur. Han læste ung dansk poesi og entusiasmen for teatret udmøntede sig i skuespillet ”Vi, der er unge”, der blev opført som årets skolekomedie i 1953. Det var første gang i skolens historie man veg bort fra at opsætte et allerede kendt og prøvet sceneværk og valgte i stedet at opføre et spil skrevet af en af skolens egne elever.

I stykket proklameres:  Vi der er unge, vi skal også være unge. Vi der er unge, skal ikke bare overtage de gamle sandheder om alt muligt, også om livet, uden at efterleve dem og se, om de holder. Og stykkets instruktør, lektor og senere rektor Gustav Tolderlund-Hansen, udtalte: Stykket er vokset ud af den unge forfatters indgående beskæftigelse med moderne litteratur. Dels møder man den type, som vender hele den besværlige problemdebat ryggen ud fra den følelse, at både med hensyn til politik og livsanskuelse er problemerne blevet så overvældende, at almindelige små mennesker gør klogest i ikke at beskæftige sig med dem. Dels møder man nogle, som har indset, at idealisme kan være farlig, idet den ofte er et dække over egoistiske tilbøjeligheder. Først når man erkender det, kan man i ydmyghed møde sit medmenneske.
Efter studentereksamen i 1955 begyndte Ejvind Larsen at komme i den grundtvigske Studenterkreds i Vartov, fandt en plads i den daværende Tidehvervbevægelse og funderede samtidig over, om han skulle læse litteratur på universitetet eller gå journalistikkens vej. Midt i tvivlen var han dog afklaret med, at skulle han være journalist, skulle det være på Børge Outzes modstandsavis Information. Han mødte derfor op på bladets adresse i Store Kongensgade, hvor han over for daværende redaktionschef Ove Martin forklarede, at til november skulle han ind som soldat, men da han ikke rigtig vidste, hvad han ville bagefter, ville han gerne prøve at være journalist de næste par måneder. Dagen efter, den 1. september 1955, fik han lov til at starte på ”Politiredaktionen” som ulønnet medarbejder. Mødetidspunktet var klokken halv seks om morgen og arbejdet bestod i at telefonere til samtlige politi- og brandstationer i hele Storkøbenhavn, samt Falck- og Zonen-stationerne og de større stationer i Århus, Ålborg og Odense. Men allerede kort tid efter fik han lejlighed til at interviewe digteren og højskolelæren Erik Knudsen. Artiklen udkom den 6. oktober 1955 under rubrikken ”Børnene kan meget mere end læreren”.
I årene 1957-58 gik Ejvind Larsen på Askov Højskole og blev ansat på Information. I 1959 kom hans interesse for digterkredsen omkring det litterærtidsskrift Heretica til udtryk med redigering og udgivelse af bogen "Møde med fragmenterne. Om Paul la Cour: Fragmenter af en dagbog", som forinden havde været bragt som artikelserie i Information.
I 1960 fik Ejvind Larsen lejlighed til at interviewe den daværende statsminister Viggo Kampmann. ”Jeg interesserer mig faktisk ikke saa voldsomt meget for politik” udtalte statsministeren i en samtale om kultur, religion, moral og Danmarks stilling i verden, hvor han samtidig påpegede vigtigheden af opbygning og opretholdelse af en myndig og samtalende offentlighed, som formåede at udviske skellet mellem kultur og politik. Interviewet gav genlyd og inspirerede Ejvind Larsen til, sammen med forfatter og kulturkritiker Bjørn Poulsen og digteren Ole Wivel, at organisere en konference i samarbejde med kunstmuseum Louisiana og Krogerup Højskole. Mødet stod på i tre dage i efteråret 1960 og blev startskuddet til oprettelse af Ministeriet for kulturelle anliggender (senere Kulturministeriet), Statens Kunstfond og Sekretariatet for teknisk samarbejde med udviklingslandene (senere Danida).
I 1961 begyndte Ejvind Larsen at læse historie på Københavns Universitet. I 1962 udkom han med digtsamling ”Kryptofoni”, hvor digtenes til dels kodet sprog forsøger at sprænge frygtens, mistillidens og de sproglige grænser, som lægger hindringer i vejen for den sande samtale mennesker imellem. Et vigtigt tema er ligeledes forholdet til barndommen, som for ham ikke blot skal gennemskues psykologisk, men tilmed historisk, i det mennesket hverken kan vælge sine forældre, sin tid eller sit land. Disse ikke selvvalgte forudsætninger må mennesket vedkende sig, dog uden at opgive valget af de forhold man ønsker at udvikle under disse påtvungne forudsætninger.
I 1963 afbrød Ejvind Larsen sine studier på Københavns Universitet, da Informations (anden) chefredaktør Erik Seidenfaden opfordrede ham til at vende tilbage til avisen, denne gang som skole- og kirkemedarbejder, hvilket ”på sand grundtvigiansk vis” viste sig at omfatte ”det historiske-universale”, herunder u-landsstof, natur og miljø, videnskab og forskning, humaniora og teologi.

## Dagbladet Information (for livet) og det levende ord
I Børge Outzens ånd og som ny udnævnt chefredaktør i 1966 mente Ejvind Larsen at avisen burde give spalteplads til samfundets mange og modsatrettede tendenser/stemmer, frem for at føre kamp for eller imod en bestemt holdning eller ideologi. Samtidig var det vigtigt for ham på den ene side at tydeliggøre og skærpe, hvad der skilte ideologierne og på den anden side at afdække partiernes taktiske tendenser i retning af afideologisering og centralisme i kamp om den politiske magt.
USAs øget involvering i Vietnamkrigen udfordrede Dagbladet Informations borgerlige udgangspunkt og konsensus blandt skribenterne om avisens indtil da ubetingede støtte til USA og NATO kunne ikke længere opretholdes. Holdningerne skærpedes og med sin kommentar ”Er danske studenter for sløve til at gøre oprør mod systemet?” (20. marts 1968) var Ejvind Larsen med til at positionere bladet som talerør og kampplads for ungdomsoprøret og venstrefløjen.

### 30 års jubilæum

#### Mangeord
Ejvind Larsens 30 års jubilæum på Dagbladet Information og efterfølgende 50 års fødselsdag blev fejret med udgivelsen "Mangeord" – et udvalg af ledere skrevet gennem 20 år (1965-1985) og underskrevet med den berømte signatur "el". Redigeret af Dorrit Kampmann og med forord af Vibeke Sperling. Kritisk, klogt og kærligt tager "el" fat på det hele: ungdomsoprør og børnepolitik, LO,  ØD og kvindefrigørelse, Marx, Mao,  Marcuse, merværdi og moral, karneval og højredrejning, landbrugsbeskatning, narcissisme, religion og overenskomstsituation. For "el" er det politik alt sammen, og det hænger sammen, alt sammen.

### Otto Gelsted-prisen

#### Samtalens mulighed og nødvendighed
Den 28. november 1989 fik Ejvind Larsen, som den første journalist, tildelt Otto Gelsted-prisen af Det Danske Akademi og i overrækkelsestalen ”Samtalens mulighed som alternativ til formynderi” udtalte Villy Sørensen:
Utrætteligt at kunne gentage sig selv – uden at det trætter – så det tværtimod bliver mere og mere spændende som en feuilleton-roman (af de spændende) – det vil jeg fremhæve som karakteristik for Ejvind Larsen (…). Angrebspunktet har (…) været formynderiet, undertrykkelsen hvad enten den øves i kristendommens eller i marxismens eller liberalismens eller statens navn, hvad enten den har karakter af ydre tvang eller af selvundertrykkelse, som syndsbevidsthed eller lønmodtagerbevidsthed, altså bevidsthed om at man selv ikke er god nok til at tage ansvaret for sit eget liv. Og det positive budskab har hele tiden været samtalens mulighed og nødvendighed. Samtale i bogstavelig og udvidet betydning som alternativ til undertrykkelse, aftale som alternativ til diktat. Den måde mennesker klarer problemer i dagligdagen på, gjort til norm for hele samfundet.

### Egholtprisen

#### Tradition og fornyelse
I 1991 modtog Ejvind Larsen Egholtprisen og ved overrækkelsesceremonien udtalte Ebbe Lundgaard:
Din ambition har været og er grundtvigsk i sin stræben efter at gøre det danske folk til medium for syntesen mellem fortid og nutid, mellem arv og gæld, mellem tradition og fornyelse. Du stiller krav og du bærer byrder – og du inspirerer. Til med- og modsigelse. (…) Du ejer det sjældne heltemod, som består i at stå på en scene, som en talerstol – uanset dens fysiske udseende og habitus – er, og vedholdende, ofte længe, drillende, overrumplende og venligt bearbejde tilhørere og modstandere med mild, blid og pludselig skarp tale. (…) Og du bliver uanset stemningen, trægheden og modstanden, udover tilliden og enigheden, ved med en næsten sisu-agtig sejhed, indtil modstanderen enten er fordampet eller forduftet eller har overgivet sig til latter, homerisk, medvidende, høvisk – eller den latter, der skjuler, at man intet har forstået, men at det nok er sandt. Således har du bekæmpet pamperisme, politisk stivhed og konservatisme, forbrugerisme, irreligiøsitet og åndløshed.

### 40 års jubilæum

#### el- Den fri fabulator
Ved Ejvind Larsens 40 års jubilæum på Dagbladet Information skrev Georg Metz i en leder med overskriften "el": Larsen er den fri fabulator, hvis brændstof er en utæmmelig trang til at indsamle, bearbejde og med betydelig dannelse, omfattende konkret viden og dyb indsigt i samfundsproblemer og menneskelige måder levere sit stof til tiden. (…) Larsen drejer i sine mange store øjeblikke åndeligt talt som et svinghjul, der én gang sat i gang kun standser ved trusler om vold men allerhelst lader sin egen inerti bestemme farten. Indtil det øjeblik Larsen uundgåeligt får en ny impuls, et skub og skriver videre, snakkende, råbende, grinende, spruttende. (…) Om nogen – forstår nemlig denne gudbenådede iagttager, hvad der rør sig i folkedybet og nærmeste omegn af Christiansborg og magtens andre centre. Manden er barn af det danske folkestyre og har forstand på danskernes tankegang, både den ypperlige og den trivielle. Ejvind Larsen hører græsset gro og tager sjældent fejl af nye politiske strømningers bærekraft eller det modsatte.

### 50 års jubilæum

#### Samtaler med tidsånden
Ejvind Larsens 50 års jubilæum på Dagbladet Information blev markeret med udgivelse af "Samtaler med tidsånden og opråb imod den. Fra Ejvind Larsens 50 år på Information" – en samling artikler som giver et indblik i højdepunkterne fra 50 års journalistisk åndsarbejde. Redigeret af Rune Lykkeberg, der ligeledes er ophav til bogens omfattende forord. David Trads forfattede værkets efterskrift, hvori han udtaler: En af efterkrigstidens vigtigste politiske skribenter. Med sit helt ufattelige engagement og sin utrættelige søgen efter bedre svar end de eksisterende har Ejvind Larsen påvirket samfundsudviklingen mere end de fleste. Poul Nyrup Rasmussen, Marianne Jelved, Gert Petersen og Anne Grete Holmsgaard interviewes og beskriver Ejvind Larsens betydning for deres politiske virke.

#### Af en utilpasset borgerligs bekendelser
I et jubilæums interview med Informations daværende ansvarhavende chefredaktør Palle Weis udtalte Ejvind Larsen: Jeg mener, at Information står for det, jeg har kaldt den fjerde mulighed. Det er hverken kapitalistisk eller socialistisk og for så vidt heller ikke den tredje vej midt imellem. Det er noget jeg forbinder med det dialogiske eller med andelsorganisering. At man kun kan forholde sig dialogisk til andre mennesker, til naturen, til skyerne, planterne og markerne. (…) For mig er økologi og demokrati et og det samme. Så det økologiske sammenbrud er også demokratiets sammenbrud. (…) Vi kan ikke finde ud af, hvordan vi kommer videre fra, at vi har frigjort mennesker så meget, som det er tilfældet, og samtidig må sørge for, at ansvaret vokser tilsvarende. Demokratiet er ikke et sted, hvor alle har det godt, nej, det er et sted, hvor alle får lov at segne under ansvarets åg og brække sig af magtens bærme. Det er ikke et specielt privilegium for statsansatte departementschefer eller børsmæglere, det er et privilegium, alle skal have, hvis det står til mig. Det handler om at være borger, og i den forstand er jeg borgerlig, utilpasset borgerlig.

#### Ejvind Larsen har gjort landsbytossen sublim
I anledning af jubilæet skrev Palle Weis i lederen ”el-værket Larsen”: Spørger man jubilaren, var han ikke i tvivl, da han den 1. september 1955 gik ind ad døren til Information. Det var for livet. (…) Inspireret af det grundtvigske motto om, at ”åndens løsen er bedrifter”, mente den 19-årige Larsen at se, at lige netop Information var den avis, der som den eneste ville noget, ville omsætte ånd i handling, i politik, i fællesskab. (…) Og Information blev hans skæbne. (…) Overvældende, irriterende, grænseoverskridende, ja, direkte manipulerende er karakteristikaer, folk knytter til Larsen, når de har været udsat for ham. Med håret strittende i alle retninger og ord, der kommer som trommehvirvler, vil han dagligt delagtiggøre gudoghvermand i, på hvilke afgørende træk avisen netop denne dag har svigtet sin rolle som modstandsavisen, der skal stille de irriterende spørgsmål til magthavere af enhver afskygning. Det fik engang Klaus Rifbjerg til at sige, at ”Ejvind Larsen har gjort landsbytossen sublim”. (…) Det brænder hos Larsen, og hører man godt efter, er der også en sammenhæng. Selv om det kan være svært at få et ord indført, er der tale om dialog, for det er og bliver det vigtigste for Ejvind Larsen. (…) Det sidste ord må aldrig blive sagt, fordi tiltalen altid skal være der. På den måde er Ejvind Larsens skæbne også Informations.

#### Sandheden er en replik i en bestemt situation
Ejvind Larsens 50 års jubilæum blev endvidere fejret med en reception i Dagbladet Informations lokaler i Store Kongensgade. I den forbindelse udtalte Jørgen Steen Nielsen: Den udfordring, Ejvind har taget på sig som selve sit livsprojekt, er frygtindgydende. Projektet har gennem årene fået mange navne hæftet på sig, og de er alle misvisende. Ejvind som ungdomsoprørets chefideolog, Ejvind som førstehjælper for Venstresocialisterne, Ejvind som besværger af ØD som al tings løsen, Ejvind som brændende advokat for – sig navnet – arbejdsmarkedspensionskassereformen, Ejvind som økologiens korsfarer. Det er misvisende, fordi Ejvind aldrig har været tilhænger af endegyldige svar. Hele hans projekt er at anfægte ethvert tilløb til endegyldige svar. Det er korrekt, at Ejvind gerne vil gøre verden bedre. Han vil gerne, at den sociale ulighed udlignes. Han vil gerne, at mænd og kvinder frigøres. Han vil gerne, at økonomien bliver bæredygtig og kloden overlever. Han vil det så gerne, at nogen synes, han bliver propagandistisk, ja, næsten terroristisk i sin insisteren. (…) Men: Aldrig så snart har Ejvind hvæset, at ”Nu må vi altså til at fortælle folk sandheden", før han siger ”Sandheden er blot en replik i en bestemt situation".

### 70 års fødselsdag

#### Sangen om Fødselarsen
I anledning af Ejvind Larsens 70 års fødselsdag og som afsluttende bemærkning til en anmeldelse af ”Samtaler med tidsånden og opråb imod den” skrev Søren Vinterberg: Ejvind Larsens betydning for journalistik og politik i dansk efterkrigstid er svær at overvurdere. Han er ofte lidt for meget, men på en måde, der tvinger andre til at yde lidt mere end lige lidt for lidt. Så når Vartov i dag åbner døren til en gudstjeneste for ”en stemme der vedholdende, indtil det irritable, har givet genlyd”, kunne de passende mellem Grundtvig-salmerne indlægge Sangen om Fødselarsen – den går på Melodien der blev ved! 

#### Reich og Larsen
Vartov fejrede Ejvind Larsens 70 års fødselsdag med en gudstjeneste og efterfølgende reception, hvor professor Ove Korsgaard udtalte: Gennem de sidste 50 år har Ejvind holdt tusindvis af foredrag over det ganske land. Og han har sikkert haft ligeså mange tilhørere som  Begtrup, dvs. knap en halv million. (…) Når det folkelige foredrags historie bliver skrevet, vil Ejvind indtage en fornem plads blandt den kongerække af talere, der har rejst landet tyndt gennem de sidste 150 år. (…) Det er ikke for stærk at sige, at højskolen fra 1968 gennemgik en stor transformationsproces. I mit arbejde med højskolens nyere historie måtte jeg selvfølgelig prøve at indkredse, hvilke personer der i særlig grad var med til at forny højskolen og bringe den ud af krisen – dengang. Min konklusion var, at der er to personer, der må trækkes frem. Den ene er  Ebbe Reich, den anden Ejvind Larsen. (…) Fornyelsen af højskolen tog afsæt i en ny tolkning af Grundtvig. Takket være Ebbe og Ejvind kom der en Grundtvig revival, ikke bare i højskolen, men faktisk videre ud i det danske samfund. Denne revival kulminerede med fejringen af Grundtvigs 200-års fødselsdag i 1983. (…) Jeg ved, det har bedrøvet Ejvind, at den fornyelse af højskolen, han var med til at sætte i gang, nok ikke er særlig synlig i dagens højskole. Men jeg tror det forholder sig sådan, at uden den fornyelse, han bidrog til for snart 40 år siden, så havde der ikke været meget højskole tilbage i dag.

### 75 års fødselsdag

#### Ismernes forkæmper
Ved Ejvind Larsens 75 års fødselsdag skrev Berlingske Tidendes Jørgen Larsen i artiklen ”Talerør for tidsånden”: I 1989 modtog Ejvind Larsen den fornemme Otto Gelsted-pris, og på vegne af Det Danske Akademi motiverede Villy Sørensen valget ved bl.a. at opremse nogle af de holdepunkter, den produktive prismodtager siden sin tidligste ungdom har været overbevist eksponent for: Liberalisme, konservatisme, socialisme, marxisme, maoisme, freudianisme, kooperativisme, modernisme. ”Ejvind Larsen er ismernes ufortrødne og uforfærdede forkæmper. Og alt det er jo ikke helt det samme”, gjorde Sørensen opmærksom på med slet skjult ironi. Men det er just pointen. Ejvind Larsen har altid haft en sikker fornemmelse for tidsånden, og hver isme har været knyttet til sin tid.

#### Magt, afmagt og autoriteternes fald
Politikens Bettina Heltberg skrev i artiklen ”Magt kan du kun have, hvis andre er afmægtige”: Er journalister magthavere? Ikke i Ejvind Larsens begreb. I to omgang, først fra 1966 til 68, så fra 1979 til 83, var han ganske vist chefredaktør ved avisen, og nogle kan med en vis bekymring huske ham fra dengang i småternet habit og læsebriller. Men magten, om jeg så må sige, udeblev, fordi den basalt ikke havde et sanseligt fundament i manden selv. Han ville altid hellere debattere end kommandere. (…) Og hvordan er han så blevet politisk kommentator? Ånd og materie hører sammen, og det er folkets eget ansvar, at det ikke siger frem, møder op, tager til genmæle, tager ansvar, taler imod. Ejvind Larsens historie er et stykke danmarkshistorie om 50’ernes opgør med gamle ideologier, om 60’ernes velstand og fulde beskæftigelse, om ungdomsoprør og krise i 70’erne, om Økonomisk Demokrati, der aldrig blev indført, om skuffende tilbagevenden til borgerlighed i 80’erne og om pluralisme, materialisme og orienteringsfattigdom i 90’erne efter Murens fald. Der skal et vist klogt hoved til at sammenfatte så meget! Og samtidig fastholde, at målet er autoriteternes fald.

### Mands Minde-foredrag og en trosbekendelse
I efteråret 2013 holdt Ejvind Larsen en række Mands Minde-foredrag i Vartov, hvor han, i overensstemmelse med den grundtvigske tradition, fortalte samtidshistorie med udgangspunkt i sit eget livs fortælling. Foredragene blev i 2015 bragt i Information i serien Mands Minde.
I foråret 2014 og på spørgsmålet om, hvordan han vil beskrive sin tro, udtalte Ejvind Larsen til Kristeligt Dagbladet i interviewet ”Jeg har svært ved at kalde mig kristen”: Jeg tror på, at i begyndelsen var naturen, og naturen var hos Gud, og at Gud er naturen, der bliver sig selv bevidst i det naturvæsen, som kalder sig mennesket. (…) Det afgørende er, at ånden er afhængig af noget kødeligt. Selvom jeg har meget imod den kristne trosbekendelse, så slutter den netop ikke med troen på åndens opstandelse, men troen på kødets opstandelse. Der skal være kød for, at glæden, kunsten, taknemmeligheden eller det modsatte had kan opstå som psykiske fænomener. Samspillet mellem det kødelige og det åndelige kræver noget tredje. Om man kalder det religion, Gud eller noget andet, er sådan set ligegyldigt. Det afgørende for mig er, at der ud af det kommer taknemmelighed. Det er det væsentligste i tilværelsen.
Og på spørgsmålet om, hvad har udfordret hans tro, svarede Ejvind Larsen: Det, der har udfordret min tro mest, er, at man har brugt Jesus til at udøve magt. For mit eget vedkommende har jeg svært ved at kalde mig kristen i betragtning af, hvad der er udøvet af forbrydelser i kristendommens navn, ud fra, hvad Jesus selv ville kalde forbryderisk. Guds magt viser sig ifølge Jesus hos dem, der ikke har magt, hos de sagtmodige og de fattige. Den viser sig i krokuskraften. Når en krokus er i stand til at bryde igennem ved forårstid. Det er ikke for at få magt, men det er den kraft, som vi alle skylder taknemmelighedsglæden over for.

### Informations Venner og de ugentlige Frie Ord
Den 1. marts 2015 blev Ejvind Larsen udnævnt til æresmedlem i foreningen Informations Venner for sin ekstraordinære indsats for Dagbladet Information i snart 60 år og takket varmt for sit store arbejde og enestående engagement og frem til den 14. april 2015 skrev han sine ugentlige Frie Ord i den avis som blev hans skæbne. Klummen udkom første gang i Informations Weekend-udgave 2.-3. maj 1987, hvor der på forsiden kan læses: "Overdrivelsens vej fører til visdommens slot" har den store britiske digter William Blake sagt. Kort og godt. Det har Ejvind Mangeord taget til sig som inspirerende motto for en personlig klumme om tidens aktuelle tildragelser. Taget til sig i enhver tænkelig forstand. Læs hans halvanden meter "frie ord" side 7.

### 60 års jubilæum

#### Information inkarneret
Ejvind Larsens 60 års jubilæum på Dagbladet Information blev fejret med udgivelse af fest- og kampskriftet ”Information inkarneret – I anledning af Ejvind Larsens 60 år i spalterne”. Redigeret af Ola Jørgensen og med forord af Informations daværende chefredaktør  Christian Jensen.

Informations Forlag begrunder skriftets udgivelse således: Ejvind Larsen er sit eget enestående stykke danmarkshistorie og det tætteste man efter Børge Outze kommer på Dagbladet Informations ånd. Siden 1955 har han fyldt avisens spalter med sit engagement i verdens for tiden vigtigste anliggender. (…) Information udgiver dette fest- og kampskrift for dels at hylde sit publicistiske unikum, dels at leve op til Larsens og avisens fælles ambition: at insistere på en inspireret og informeret samtale om vor fælles fortid, nutid og fremtid.
I skriftets forord, hvis titel ”Slet ikke med de lærde” refererer til Grundtvigs ”Er lyset for de lærde blot”, fokuserer Christian Jensen bl.a. på Ejvind Larsens mangeårige samtalepartner Fru Nielsen fra Valby Langgade, der til enhver tid formår at stille spørgsmål, som rummer større sandheder end deres svar til professorerne og kommentatorerne samt alle de andre lærde eksperter og ”forstå-sig-på’er”, som Fru Nielsen ynder at kalde dem. En fiktiv figur, der igennem tiderne [har] gjort læserne klogere på verden, men (...) måske mest af alt gjort verden klogere på Ejvind Larsen. Og Christian Jensen uddyber: Fru Nielsen er vor tids bonde. Hun har sandhederne, ikke titlerne. Hun har visdommen, ikke teorierne. Hun er det ægte, ikke det forstilte. Det er i det perspektiv og fra den synsvinkel, Ejvind Larsen stedse iagttager verden. At han så samtidig selv med største let- og indforståethed tager de vanskeligste filosoffer og teoretikere ind i sin argumentation, illustrerer en dobbelthed, man skal have Ejvind Larsens indsigt og selvfølelse for på livslang basis at slippe godt af sted med.
Professor Ove Korsgaard, fhv. departementschef Jørgen Rosted og journalist  Jørgen Steen Nielsen bidrager til skriftet med nyskrevne essays, der gør rede for de historiske omstændigheder omkring tre af de debatter, som Ejvind Larsen i særlig grad har fulgt og præget:

Striden om folkehøjskolens fornyelse, Den politiske kamp mod lønmodtagermentaliteten og Opgøret med den blinde økonomiske vækst og naturødelæggelsen.

Essayene ledsages af et mindre udvalg af de utallige artikler, som Ejvind Larsen i årenes løb har skrevet om emnerne.
I anledning af jubilæet arrangerede foreningen Informations Venner et læsermøde, hvor Ejvind Larsen holdt foredraget ”Ejvind Larsen: Den direkte overlevering fra Børge Outze”.

### Den kontante aktive vrede
Fire år efter Ejvind Larsens begyndelse på Information, udkom Thorkild Bjørnvigs digtsamling "Figur og Ild" (1959), hvori digtet "Lappedykkeren" indgår. Digtet om den olieskadede, dødsdømte lappedykker blev udslagsgivende for Ejvind Larsens livslang engagement i Det Økologiske. I 1975 udgav Thorkild Bjørnvig "Delfinen" (Miljødigte 1970-75) og på titelbladet af Ejvind Larsens eksemplar skrev Bjørnvig til ham:
I naget er kulde, bag passiv forbitrelse

høres en endeløs tomgang larme.

Men den kontante aktive vrede

har sin tid – og i den er der varme.

## Selektiv bibliografi
- Møde med fragmenterne. Om Poul la Cour: Fragmenter af en dagbog, red. (1959)
- Kryptofoni. Digte (1962)
- Grundtvigsange: Til kamp mod dødbideriet. En burlesk, s.m. Ebbe Kløvedal Reich. Musik: Leif Varmark (1972)
- Den satans stat: de gamle partiers nederlag (1974)
- Grundtvig – og noget om Marx (1974)
- Det levende ord: om Grundtvig (1983)
- Grundtvigs fødselsdagsgave til det danske folk. Udvalgte tekster af N.F.S. Grundtvig. Forord: Ebbe Kløvedal Reich (1983)
- Hjertets søde morgendrøm eller Til kamp mod dødbideriet (skuespil, 1. udg. 1974), s.m. Ebbe Kløvedal Reich (1983)
- Mangeord. Ledere fra Information 1965-1985. Udvalg: Dorrit Kampmann; Indgang: Vibeke Sperling (1986)
- Samtaler med tidsånden og opråb imod den. Fra Ejvind Larsens 50 år på Information. Red. og forord: Rune Lykkeberg. Efterskrift: David Trads. Bibliografi (2005)
- Information inkarneret. I anledning af Ejvind Larsens 60 år i spalterne. Red. Ola Jørgensen. Forord: Christian Jensen (2015)
- "Gå til modstand, alle" I: Hele verden forfra - Dagbladet Information 1993-2018. Red. Helle Schøler Kjær (2018)